# Artista
|  | Per a altres significats, vegeu «Artista (desambiguació)». |

L'artista és la persona que fa obres d'art. Concernint diferents activitats i diferents èpoques: escultors i arquitectes grecs, artesans medievals, gravadors del Renaixement, pintors del barroc, poetes romàntics, avantguardistes del segle xx o programadors de net.art són considerats artistes.
Considerant la manca d'autonomia de l'obra d'art: el seu inevitable canvi de significat si s'observa allunyada del seu moment i lloc de creació (el que Malraux anomenava la seva metamorfosi), la figura de l'artista només pot definir-se o estudiar-se des d'un punt de vista historicista i depenent de les idees estètiques de la seva època. Així, atributs que tradicionalment definien a la figura de l'artista, com el geni, o a la seva producció, com la bellesa, no resulten ja determinants.
L'artista és també un arquetip i part d'una mitologia social, a qui la cultura occidental moderna pot atribuir certes característiques preconcebudes i prejudicis. Per exemple, sovint, es pressuposa que l'artista disposa d'una especial sensibilitat davant la realitat que l'envolta i està dotat de la capacitat de comunicar-ne el seu sentit mitjançant l'ús adequat de la tècnica (la paraula art deriva del grec τέχνη, téchne). Vegeu també: tècnic.

## Classificació antiga sobre la capacitat artística
S'acostumava a distingir entre l'aptitud artística, el talent i la genialitat: L'aptitud artística era una disposició o capacitat, natural o adquirida, per a produir un tipus especial d'objectes considerats "artístics". Com totes les aptituds, l'aptitud artística s'educava i desenvolupava a través d'una aplicació constant.
El talent fa referència a una aptitud poc freqüent, que distingia i singularitzava a qui la tenia. Normalment el talent s'atribuïa als artistes amb cert reconeixement social que havien aconseguit un estil o manera pròpia de fer les coses.
La genialitat es refereix a una aptitud de caràcter superior: aquella de la qual estava dotada una persona amb una gran capacitat d'invenció, d'organització, de creació. L'artista genial no només creava molt i el que creava era singular i duia el seu segell personal, sinó que, a més, influïa sobre la societat i la cultura a la qual pertanyia.